# Bądy
Bądy (Duits: Bunden) is een plaats in het Poolse district  Elbląski, woiwodschap Ermland-Mazurië. De plaats maakt deel uit van de gemeente Pasłęk en telt 110 inwoners.